# CiviCRM
CiviCRM – internetowy pakiet umiędzynarodowionego oprogramowania typu open source do zarządzania relacjami z klientami. Został zaprojektowany na potrzeby organizacji non-profit, pozarządowych oraz grup rzeczniczych i służy jako system zarządzania stowarzyszeniami.
CiviCRM został zaprojektowany do zarządzania informacjami o darczyńcach organizacji, członkach, osobach rejestrujących się na wydarzenia, subskrybentach, osobach ubiegających się o dotacje i fundatorach oraz kontaktach w sprawach. Wolontariusze, aktywiści i wyborcy, a także pracownicy, klienci lub sprzedawcy mogą być zarządzani za pomocą CiviCRM.

## Opis
Podstawowy system CiviCRM śledzi kontakty, relacje, działania, grupy, tagi i uprawnienia, podczas gdy dodatkowe komponenty śledzą współpracowników (CiviContribute), wydarzenia (CiviEvent), listy członków (CiviMember), sprawy (CiviCase), granty (CiviGrant), kampanie (CiviCampaign), petycje (CiviPetition), wysyłki masowe (CiviMail) i raporty (CiviReport). Komponenty te mogą być aktywowane lub dezaktywowane w celu zaspokojenia potrzeb konkretnej organizacji. Te i inne funkcje mogą być dostępne na smartfonie za pośrednictwem CiviMobile. Najnowsza, ósma wersja została wydana w październiku 2024 roku.
CiviCRM jest wdrażany w połączeniu z systemami zarządzania treścią (CMS) Backdrop, Drupal, Joomla! lub WordPress i jest obsługiwany przez wiele firm hostingowych i świadczących profesjonalne usługi. Zarówno stowarzyszenia zawodowe Drupal, jak i Joomla! korzystają z CiviCRM. Licencja CiviCRM to GNU AGPL 3.
Najnowsza wersja CiviCRM obsługuje Backdrop CMS, Drupal 7/8/9, Joomla 3.x i WordPress. Istnieje szeroka i rosnąca liczba modułów integracyjnych z tymi systemami CMS, aby wykorzystać ich mocne strony. Dostępna jest duża liczba tokenów do włączenia do wiadomości e-mail w formacie HTML lub zwykłego tekstu lub do tworzenia plików PDF do drukowania. Obsługiwane formaty integracji danych obejmują RSS, JSON, XML i CSV. Obsługiwane interfejsy programistyczne obejmują REST, serwerowe PHP i klienckie API JavaScript, platformę rozszerzeń niezależną od CMS oraz haki w stylu Drupal i Symfony.
Obszerna dokumentacja administracyjna, deweloperska i użytkownika jest dostępna na stronie projektu CiviCRM Docs. Istnieje aktywny czat społeczności, a większość dyskusji społeczności i rozwoju dostępna jest na Gitlab CiviCRM.
Na przestrzeni lat wydano szereg opcjonalnych rozszerzeń, w tym integrację z responsywnym narzędziem do tworzenia szablonów e-mail typu open source Mosacio, motyw Shoreditch – reimagining podstawowego interfejsu użytkownika CiviCRM oraz rozszerzenie CiviRules, które pozwala systemowi na stosowanie działań opartych na zestawach reguł.

## Użytkownicy
CiviCRM jest używany przez wiele organizacji pozarządowych, w tym Canadian Ski Patrol, Creative Commons, Free Software Foundation, CERN, Wikimedia Foundation, i KDE do zbierania funduszy. CiviCRM jest również wykorzystywany przez Kabissa do zapewnienia możliwości CRM ponad 1500 organizacjom, głównie w Afryce.
Inni użytkownicy to Partia Zielonych Anglii i Walii, Instytut Zarządzania Rybołówstwem, Australijscy Zieloni, Partia Libertariańska (Stany Zjednoczone) i Brytyjskie Stowarzyszenie Pracowników Socjalnych.